# Du Zoon
Du Zoon is het debuutalbum van de Nederlandse rapper Kempi. Het werd uitgebracht op 7 september 2008 en kwam een week later binnen in de Nederlandse Album Top 100, waar het een zevende plaats bereikte. Voor de eerste single werd het nummer "Wakker in Du Cel" gebruikt. Vervolgens werden in de loop der tijd de nummers "Stratiblues", "Hier Ver Vandaan" en "Buschauffeur" eveneens als single uitgebracht. Du Zoon is geproduceerd door Amsterdams productietrio SoundG8 (Roel Donk, Dennis Letnom en Jihad Rahmouni).

## Composities
| Nr. | Titel                                           | Duur |
| --- | ----------------------------------------------- | ---- |
| 1.  | Daai Ehm Af                                     |      |
| 2.  | Revolutie                                       |      |
| 3.  | Leven van du Faam (Tatta-Hollywood) (met Sjaak) |      |
| 4.  | Hier Ver Vandaan (met Willy)                    |      |
| 5.  | Haat & Verraad (met Winne en RB Djan)           |      |
| 6.  | LORD                                            |      |
| 7.  | Stratiblues (met Tim Wes als saxofonist)        |      |
| 8.  | Ze Weten Van Mij (met Salah Edin en Klemma)     |      |
| 9.  | Ze Wil Weg                                      |      |
| 10. | Door Dik & Dun (met Jalise)                     |      |
| 11. | Wakker in du Cel                                |      |
| 12. | Dagen van du Bijbel                             |      |
| 13. | Buschauffeur                                    |      |
| 14. | Dans met je Moeder                              |      |

| Nr. | Titel | Duur |
| --- | ----- | ---- |
| 15. | Nice  |      |

## Hitnotering
| Du Zoon in de Album Top 100 - binnen: 13 september 2008 | Du Zoon in de Album Top 100 - binnen: 13 september 2008 | Du Zoon in de Album Top 100 - binnen: 13 september 2008 | Du Zoon in de Album Top 100 - binnen: 13 september 2008 | Du Zoon in de Album Top 100 - binnen: 13 september 2008 | Du Zoon in de Album Top 100 - binnen: 13 september 2008 | Du Zoon in de Album Top 100 - binnen: 13 september 2008 |
| Week                                                    | 01                                                      | 02                                                      | 03                                                      | 04                                                      | 05                                                      | 06                                                      |
| ------------------------------------------------------- | ------------------------------------------------------- | ------------------------------------------------------- | ------------------------------------------------------- | ------------------------------------------------------- | ------------------------------------------------------- | ------------------------------------------------------- |
| Nummer                                                  | 7                                                       | 27                                                      | 42                                                      | 66                                                      | 81                                                      | uit                                                     |

## Free Kempi(dvd)
Bij een uitgave van het album werd hieraan een biografische documentaire toegevoegd, genaamd Free Kempi. In deze film, die het leven van Kempi verhaalt, wordt hij gevolgd in een periode waarin hij net uit de gevangenis komt. De film eindigt met een scène waarin Kempi weer in de gevangenis belandt. Aan deze DVD werd tevens een aantal videoclips toegevoegd:
- "Zoveel Stress"
- "Kom nie Hier" met The Opposites
- "Ze is zo Verliefd"
- "Zet Um op (baby)"
- "Rap 'n Borie"